# Junior's Wailing
Junior's wailing è un brano della band blues rock britannica Steamhammer, pubblicato come singolo nel 1969, estratto dal loro album omonimo. La versione più nota è la cover del 1970 della rock band inglese Status Quo, estratta dall'album Ma Kelly's Greasy Spoon: malgrado non sia stata pubblicata come singolo; è al quindicesimo posto tra le loro canzoni più suonate dal vivo.